# Arta ceramicii

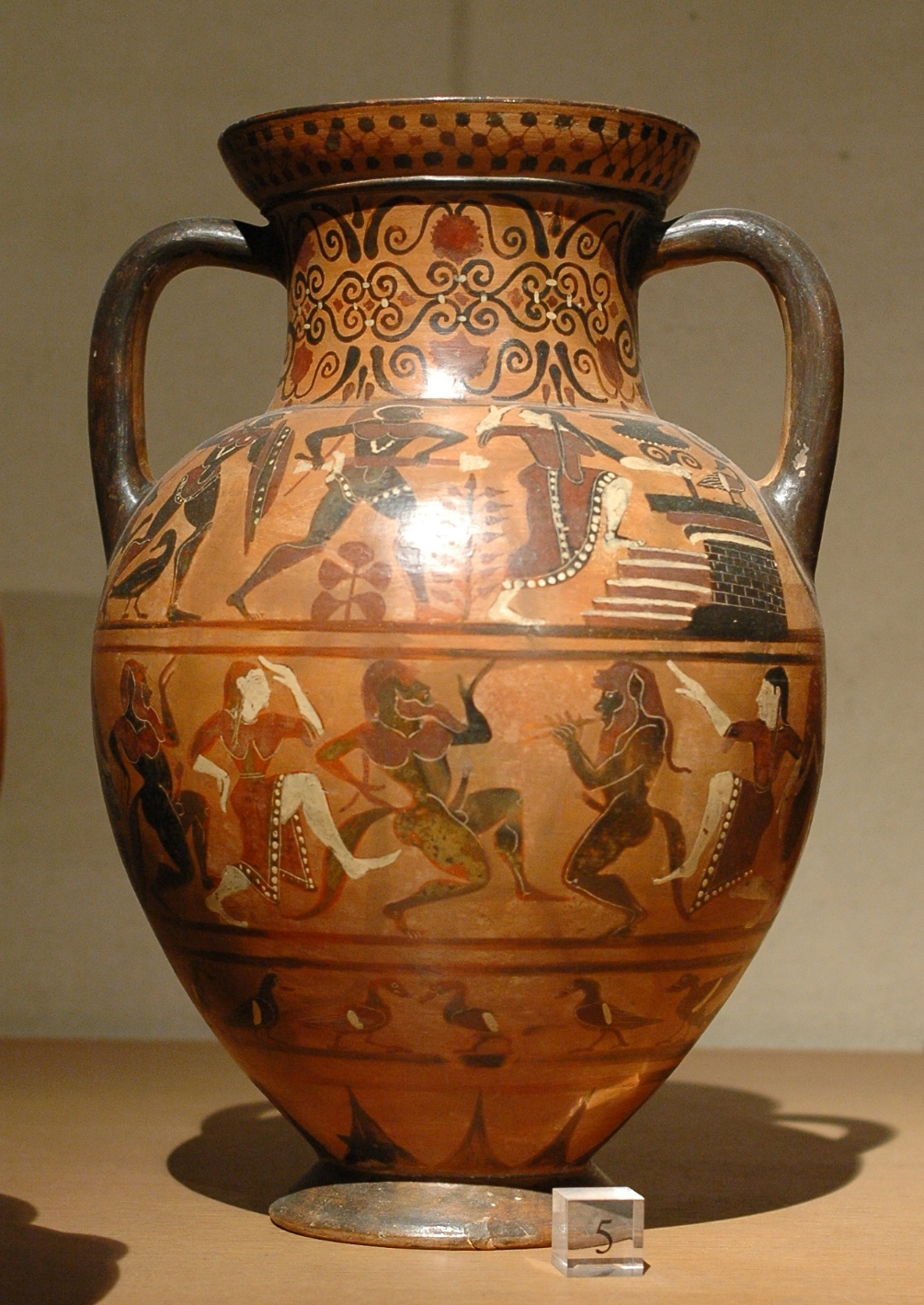
Civilizaţia etruscă – Diomedes și Polixena de pe o amforă a grupului pontic, circa 540 – 530 î.e.n..

Arta ceramicii este știința și arta de a realiza obiecte din materiale anorganice, non-metalice care devin solide dure și durabile prin încălzirea la temperaturi ridicate a unui amestec de compoziție specială și de consistența unui aluat căruia i s-a dat anterior arderii o formă de obiect util sau decorativ.
În istoria artei, prin ceramică și obiecte de artă din ceramică se înțeleg tot felul de vase realizate pentru scopuri artistice sau pentru păstrarea, transportarea și conservarea lichidelor, semi-lichidelor, solidelor alimentare si a obiectelor de artă.

## Galerie

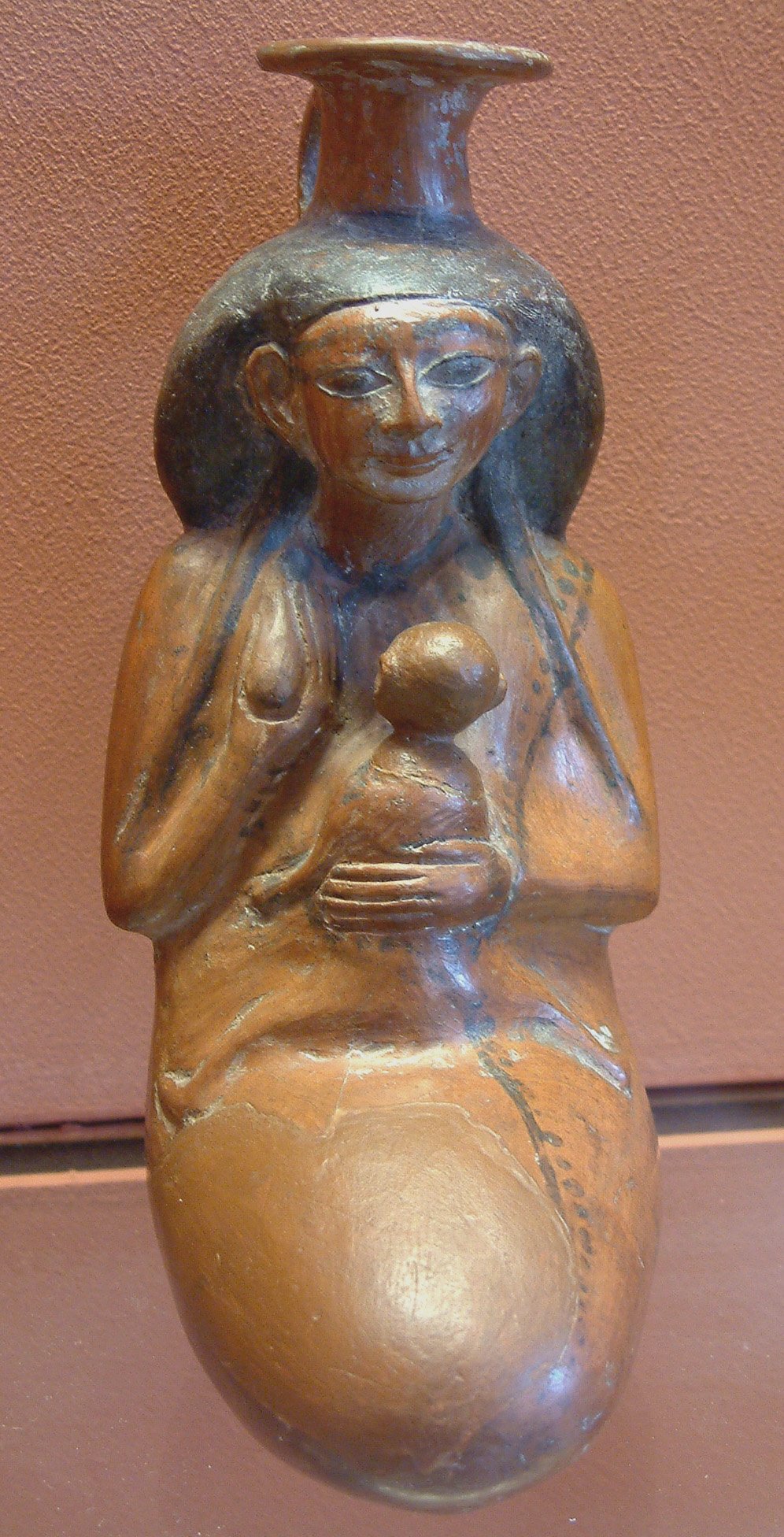
Artă ceramică egipteană, Muzeul Luvru.
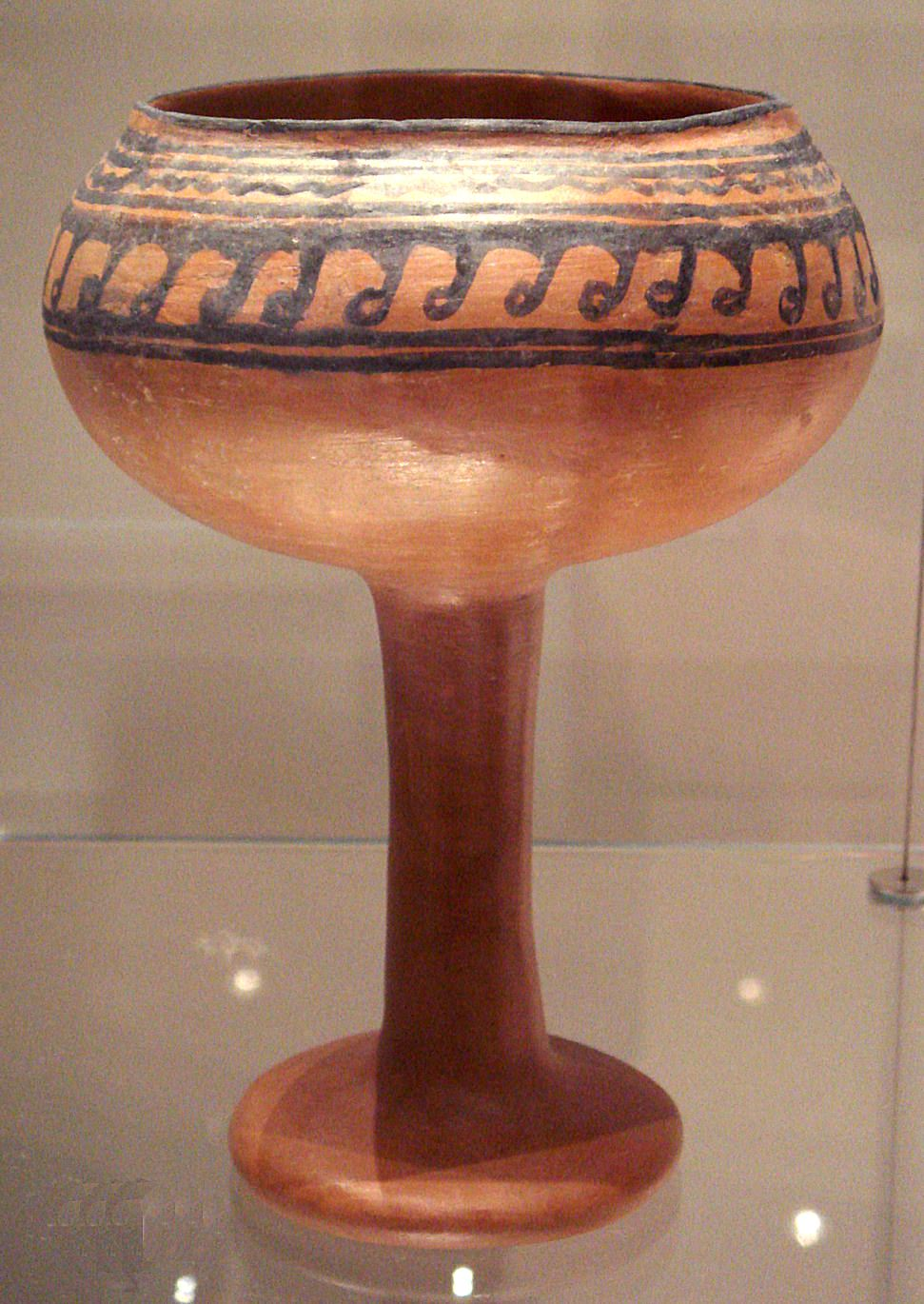
Cupă ceramică, Navdatoli, Malwa, India, 1300 BCE.
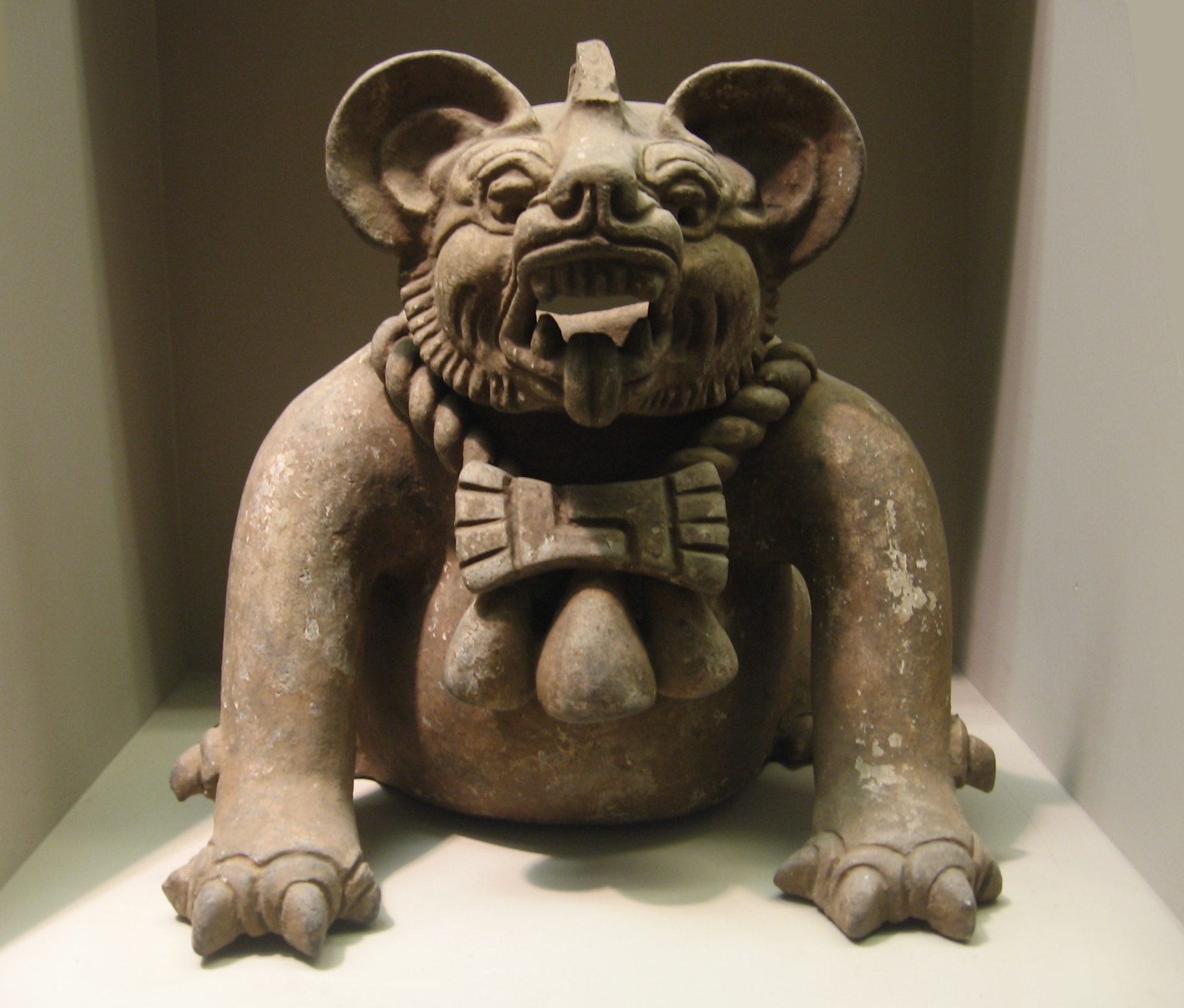
Urnă funerară, Oaxaca, Mexic, 300–650 d.H.  Înâlțime: 23 cm.
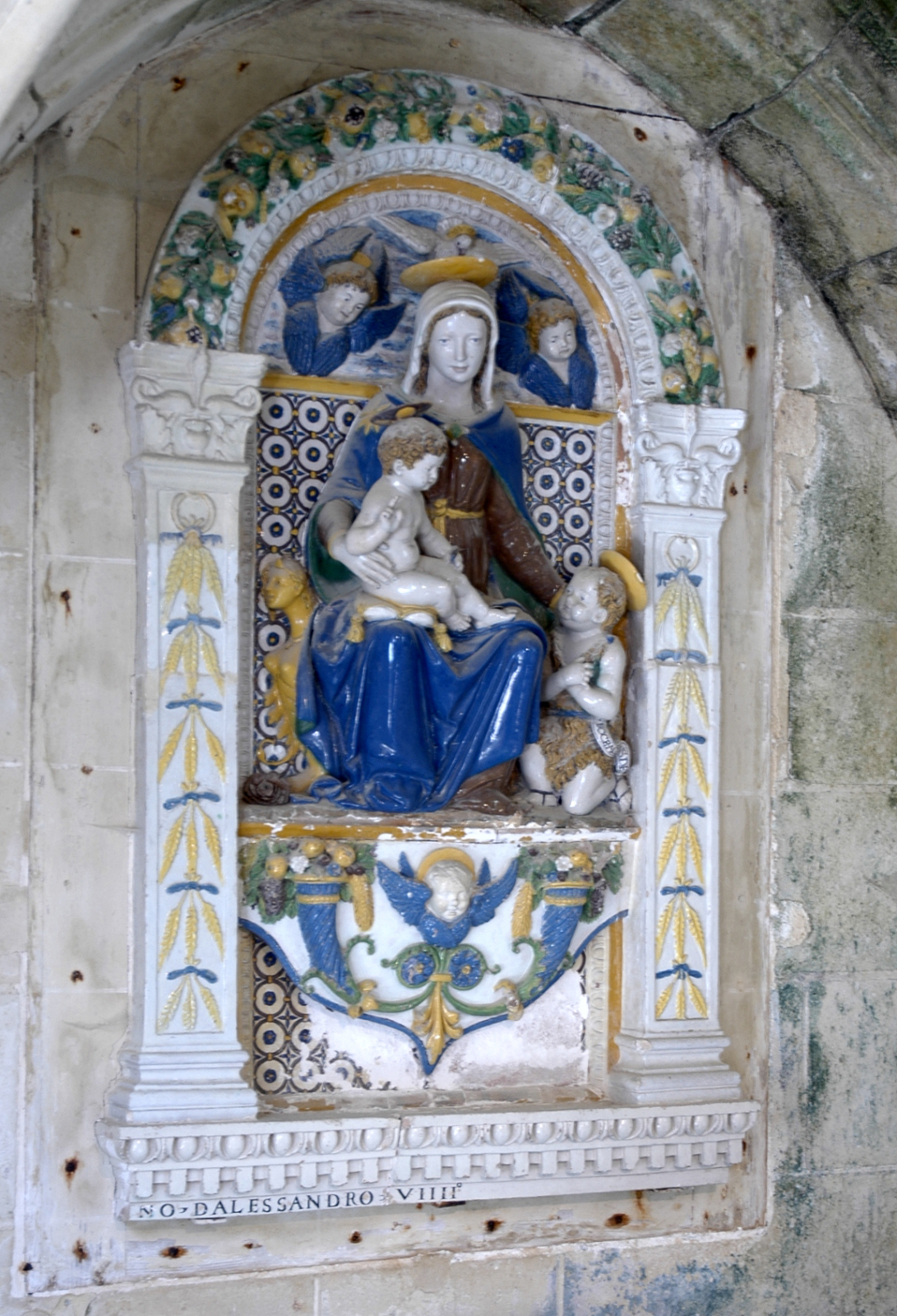
Luca della Robbia, Virgin and Child with John the Baptist
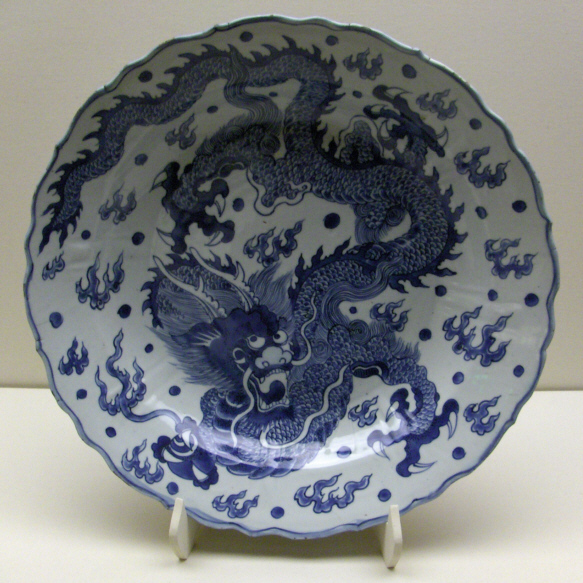
Dinastia Ming Farfurie cu dragoni,
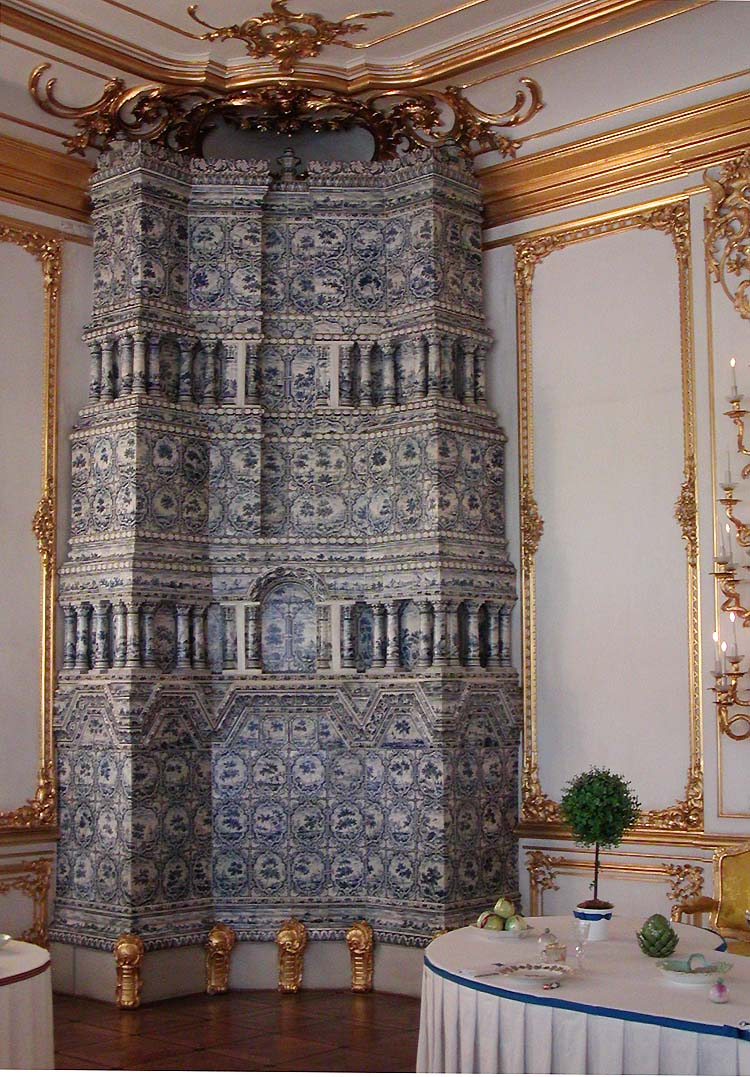
Sobă din sec. 18, St. Petersburg
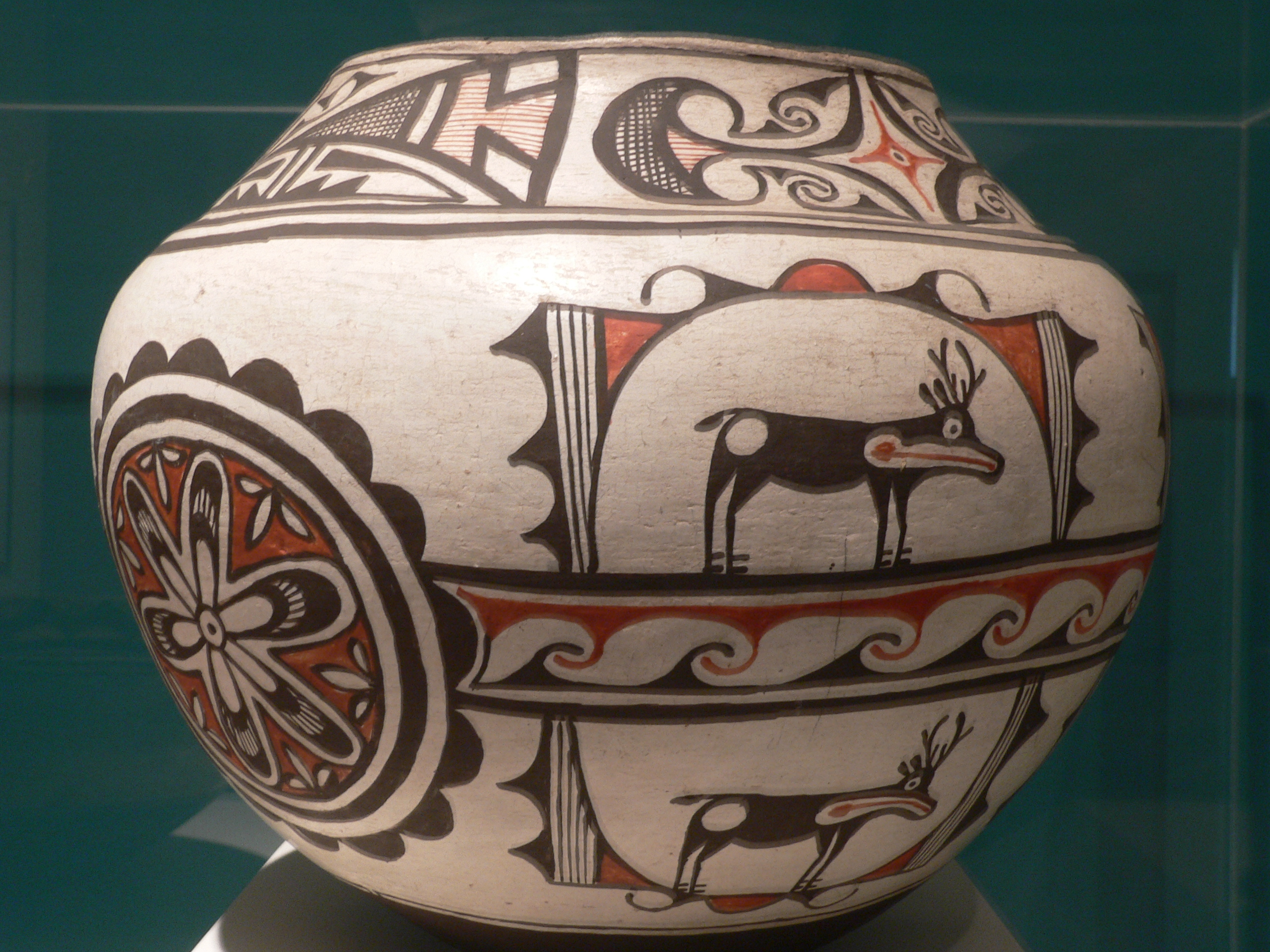
Zuni olla, artist necunoscut, sec. 19th, colecția Stanford Museum.
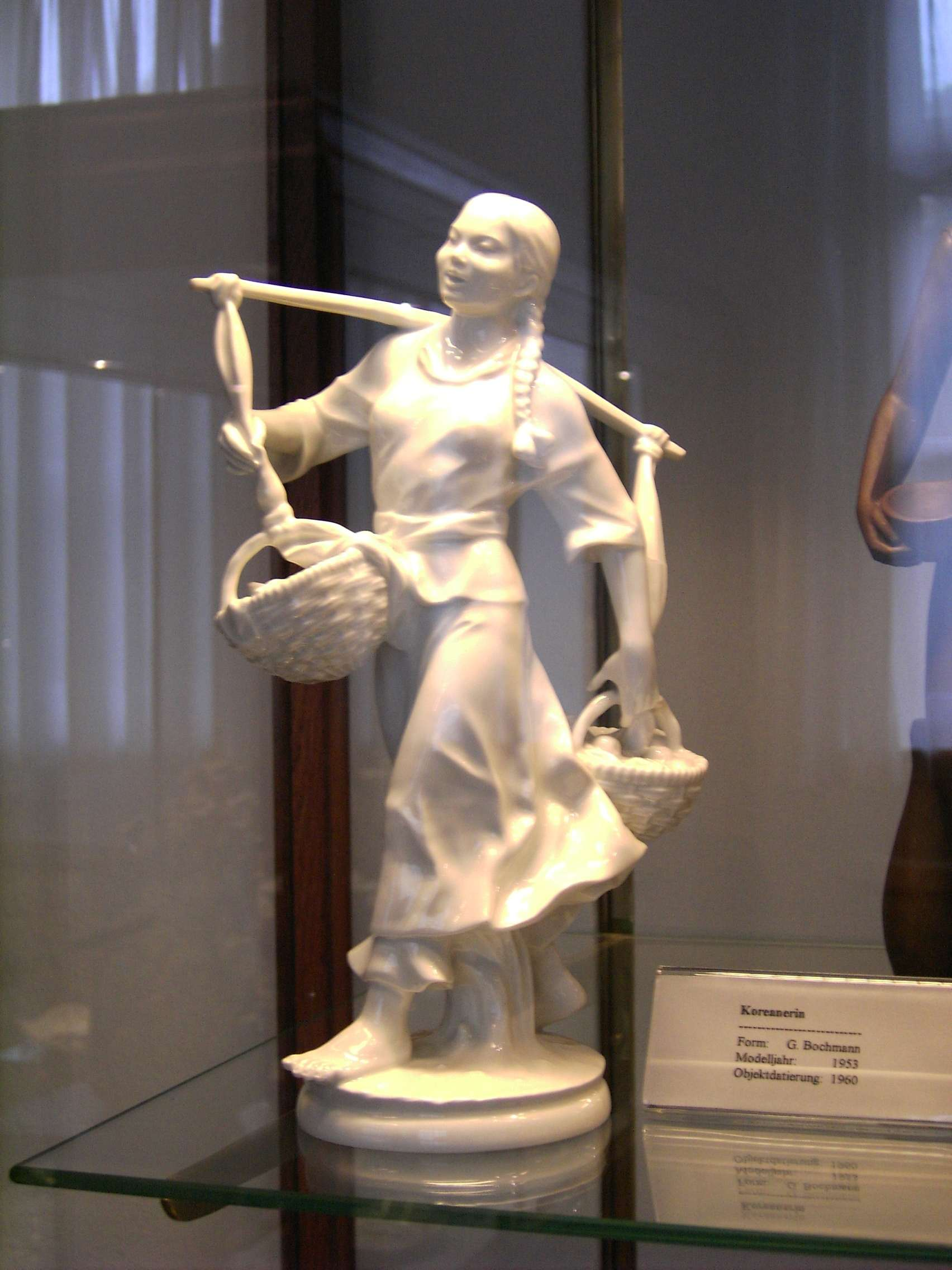
Artă industrială: „Fată coreeană” Porțelan Meissen
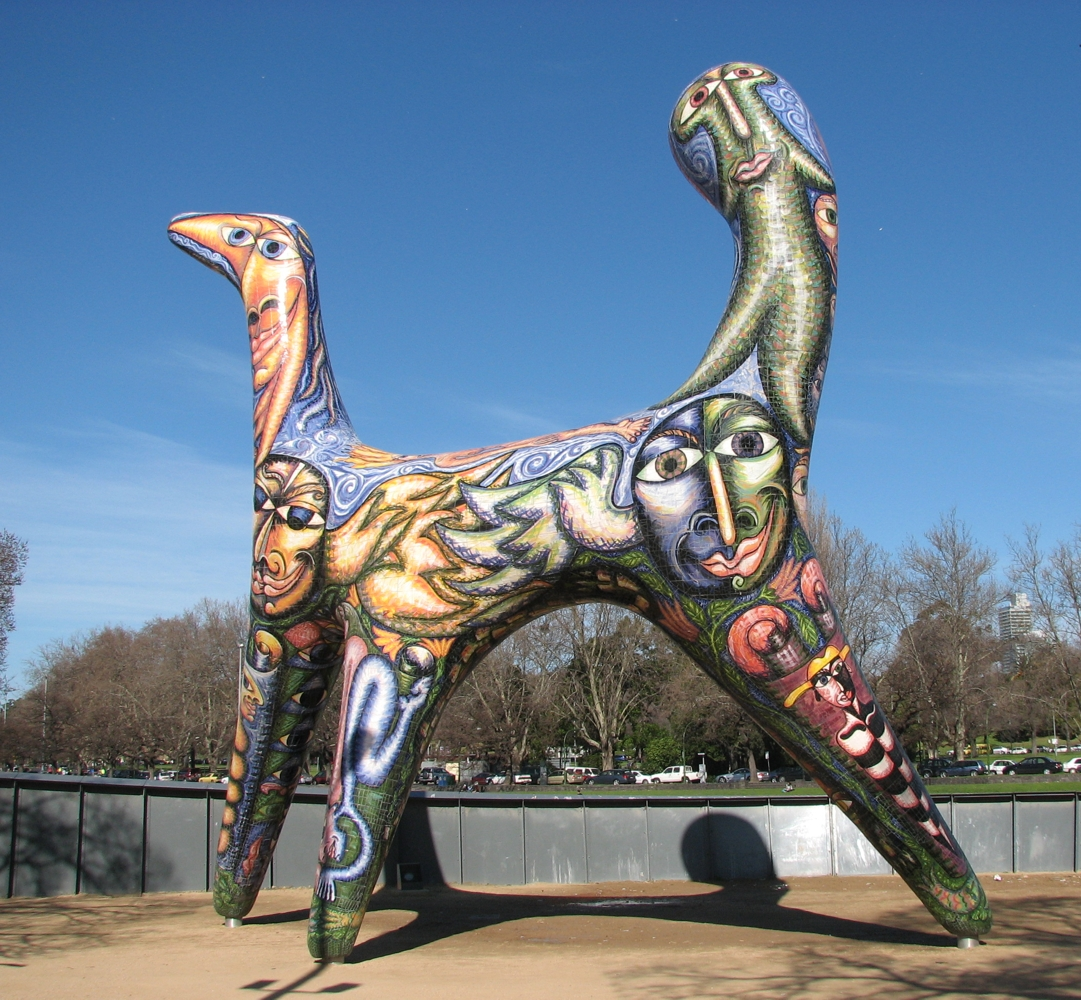
„Înger”, Melbourne, Australia de Deborah Halpern.
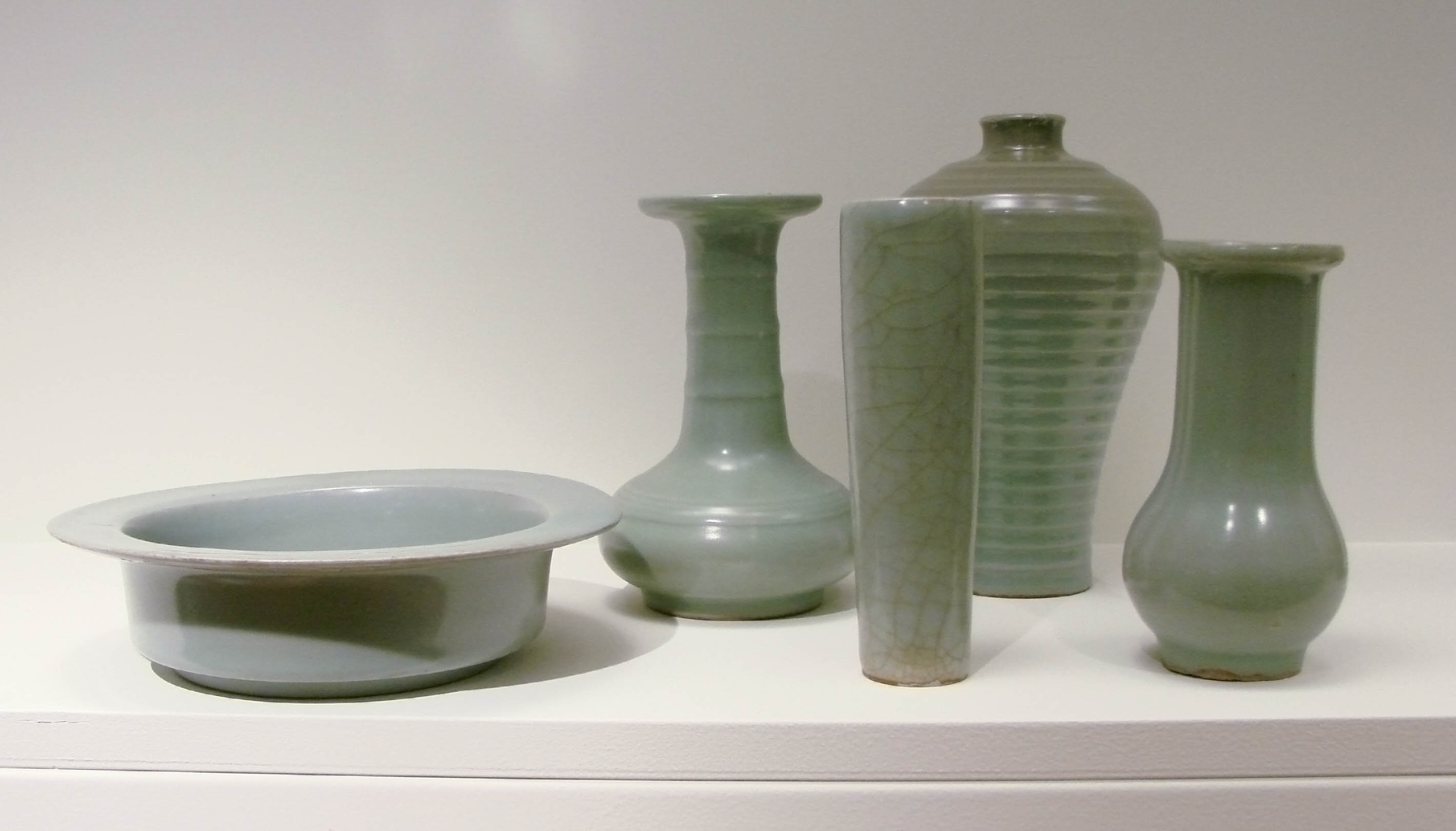
Celadon Longquan, Dinastia Song , sec. 13.
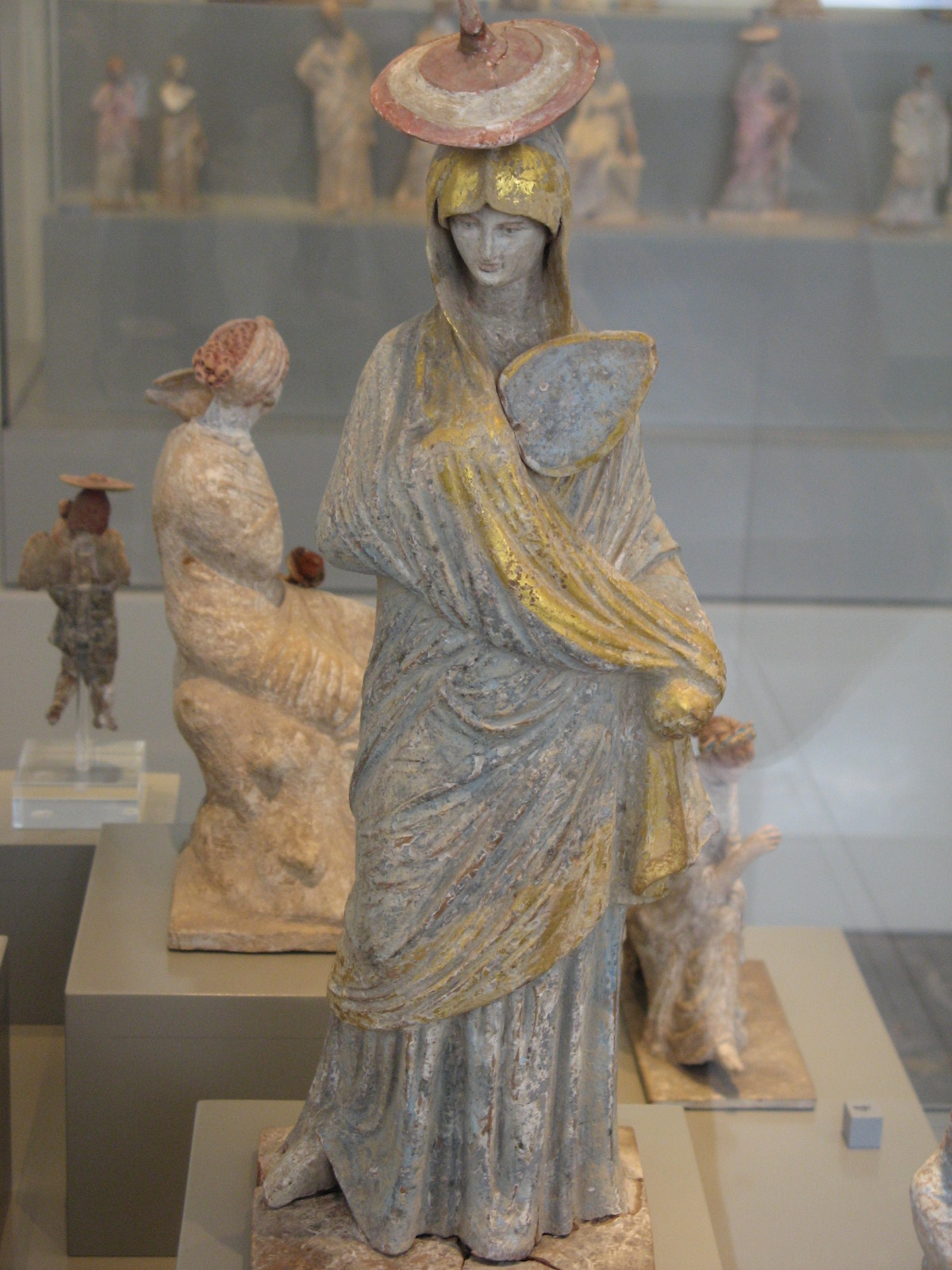
Figurină Tanagra, cca. 320 î.d.H.
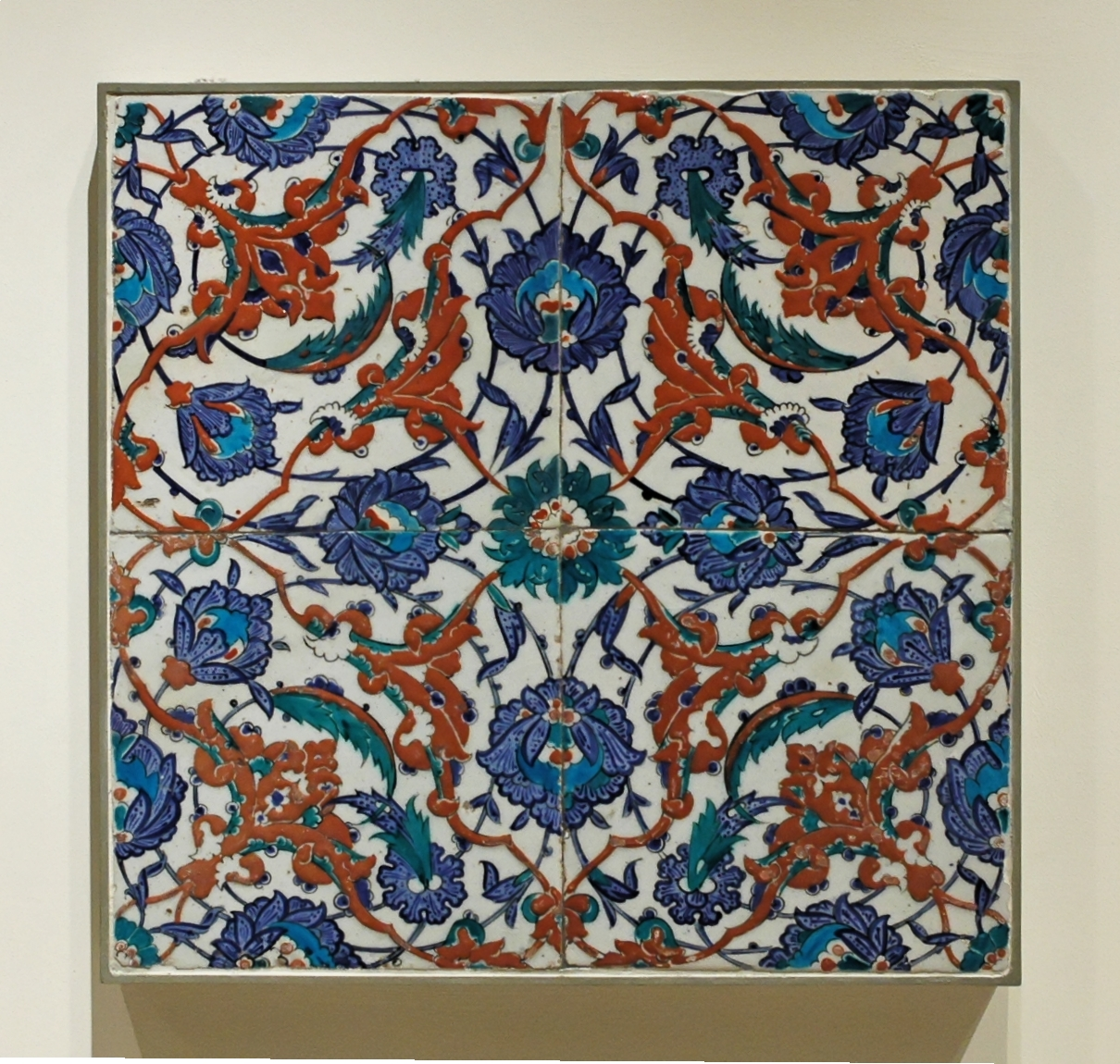
16th century Turkish Iznik
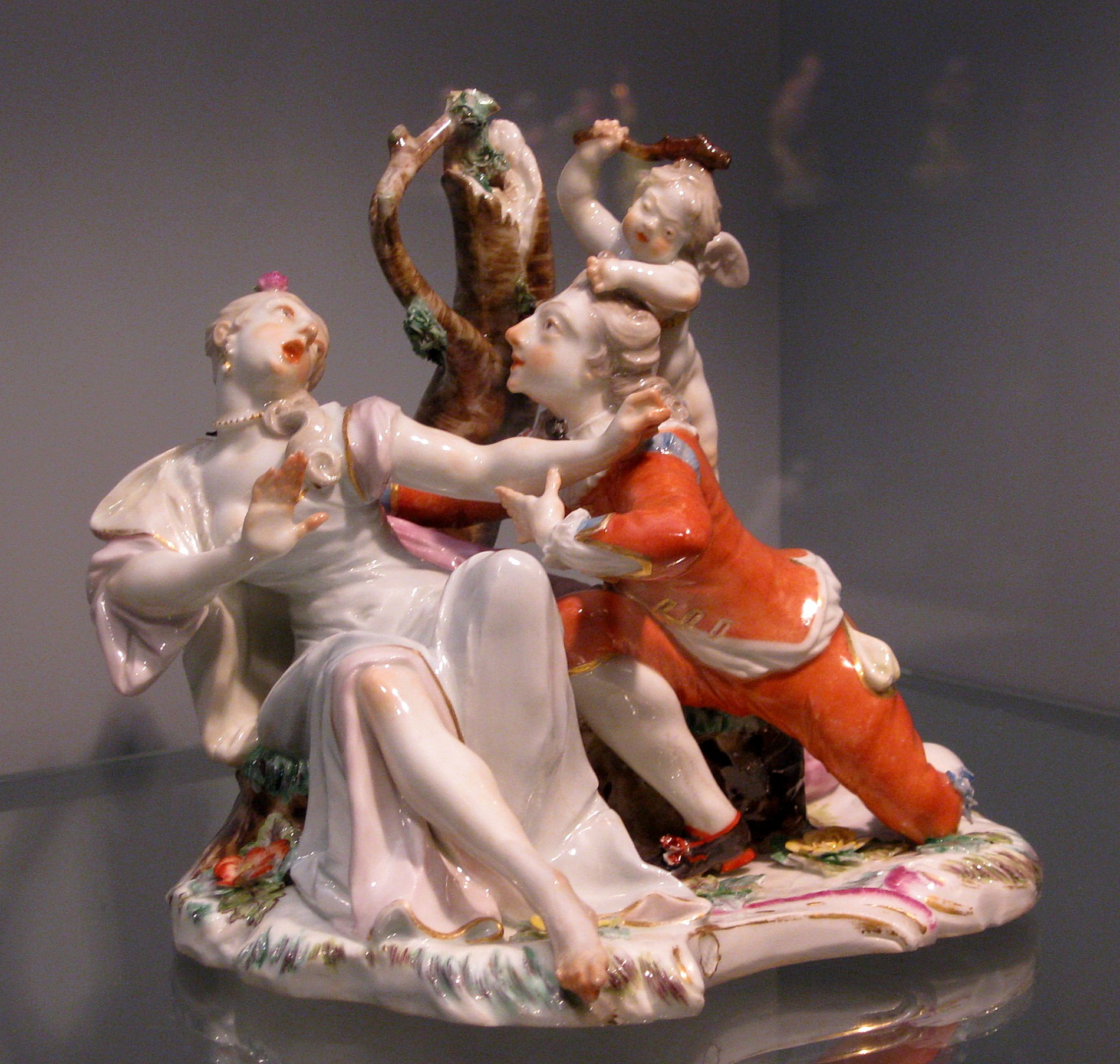
Grup cu îndrăgostiți, modelat de Franz Anton Bustelli, Nymphenburg, 1756